# La cenerentola

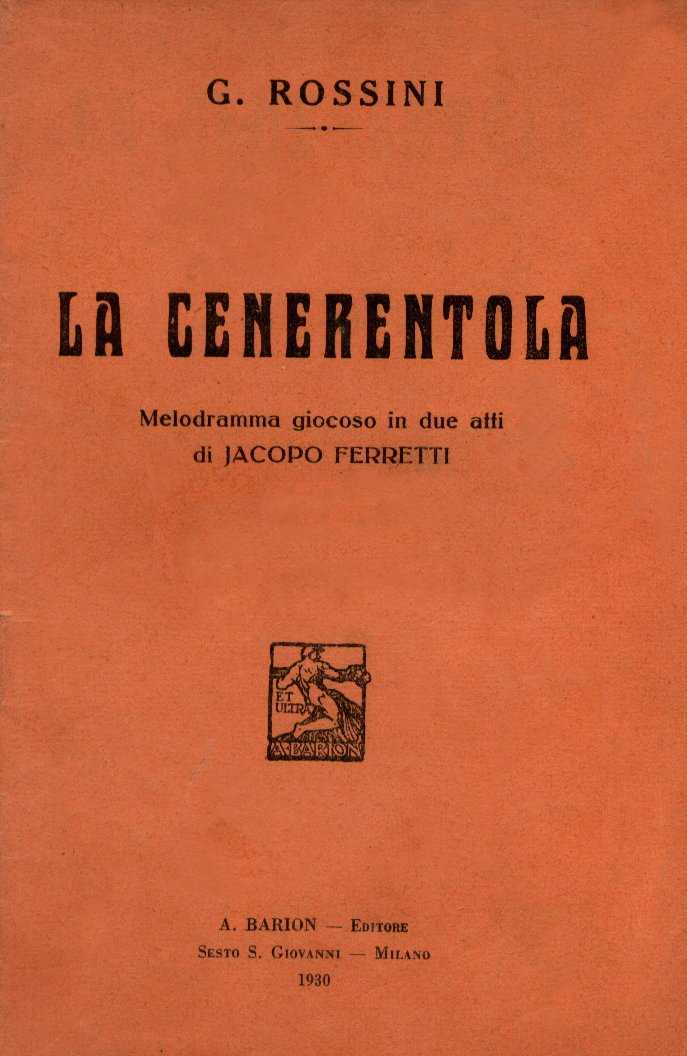

La cenerentola, tên đầy đủ là La Cenerentola, ossia La bontà in trionfo (tiếng Việt: Cô bé lọ lem, hay chiến thắng của lòng tốt) là vở opera 2 màn của nhà soạn nhạc opera nổi tiếng người Ý Gioachino Rossini. Đây là tác phẩm được viết lời bởi Jacopo Ferretti, dựa trên câu chuyện về nàng Lọ Lem của nhà văn người Pháp Charles Perrault. Vở opera thuộc thể loại dramma giocoso. Tác phẩm này chỉ được hoàn thành trong khoảng thời gian có 3 tuần. Tác phẩm được trình diễn lần đầu tiên tại Teatro Valle, Rome, Ý vào ngày 25 tháng 1 năm 1817. Nó đã thất bại ngay trong lần đầu biểu diễn, nhưng sau đó thành công tại London năm 1825 và New York năm 1829, tuy nhiên lại bị lãng quên cho đến tận nửa sau thế kỷ XX mới được nhắc đến.